# Alte Bethlehemkirche (Frankfurt-Ginnheim)

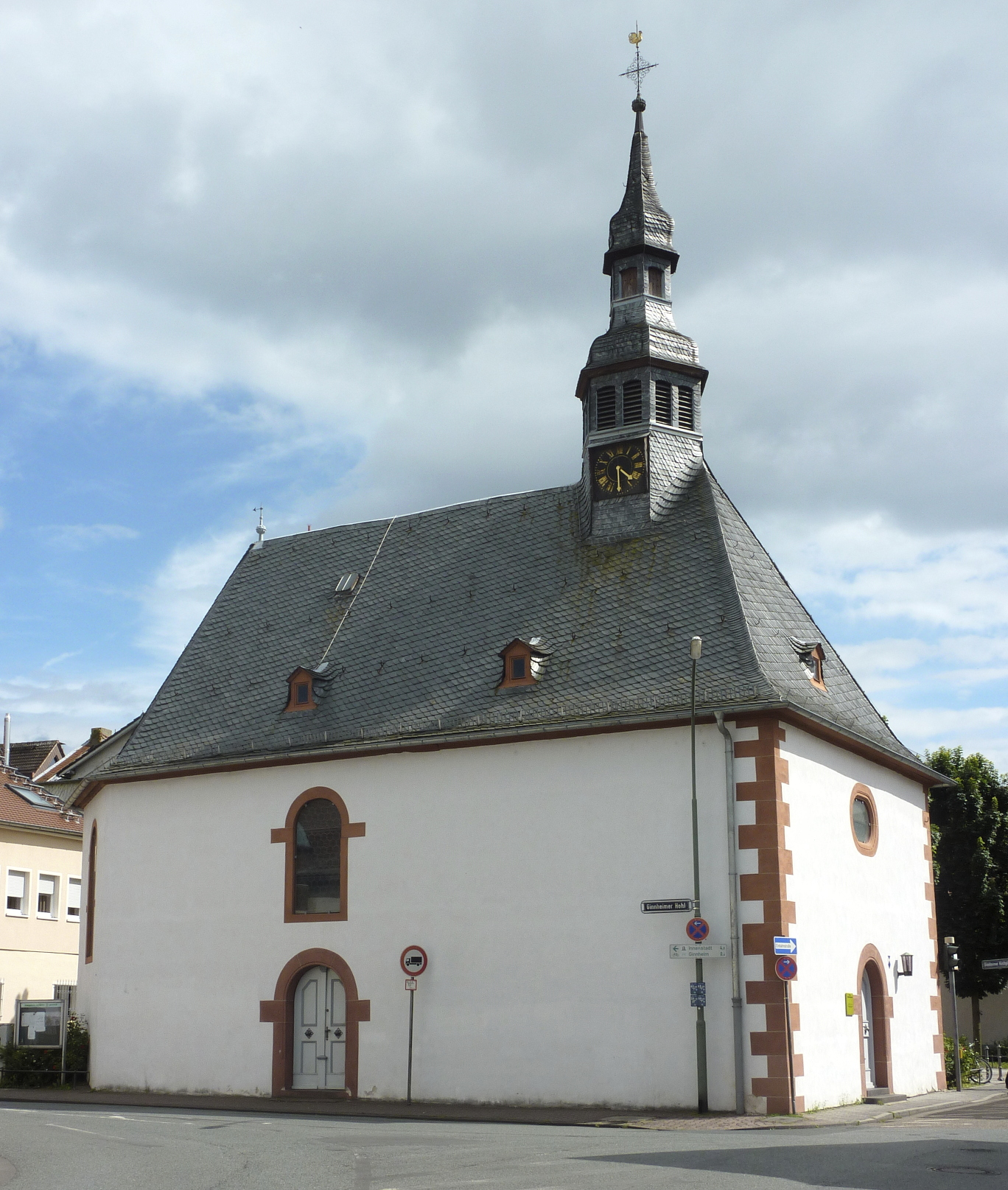
Alte Bethlehemkirche in Alt-Ginnheim, Ansicht von Nordwesten

Die Alte Bethlehemkirche ist ein Kirchengebäude in Ginnheim, einem Stadtteil von Frankfurt am Main. Der Kirchenbau entstand als Folge der Bikonfessionalität des Ortes vom 17. bis zum 18. Jahrhundert.

## Vorgeschichte

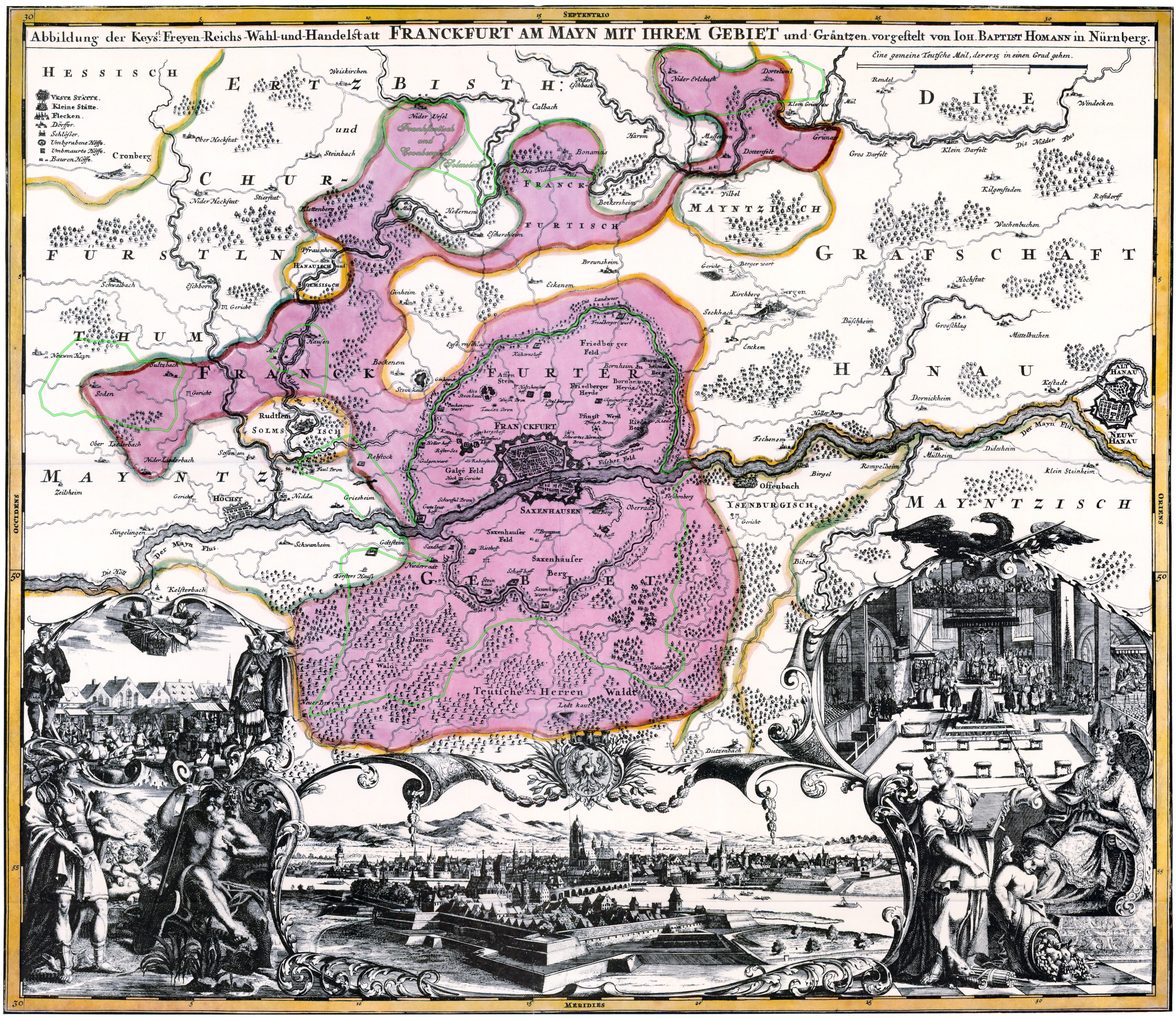
Karte des Stadtgebiets von Frankfurt am Main 1712–14, die auch die komplizierte Grenze zur Grafschaft Hanau zeigt. Kupferstich von Johann Baptist Homann, Gebietsgrenzen korrigiert nach Friedrich Bothe

Das Dorf Ginnheim gehörte zur Grafschaft Hanau-Münzenberg. Hier wurde in der ersten Hälfte des 16. Jahrhunderts die Reformation eingeführt, zunächst nach lutherischem Vorbild. Im Jahr 1597 setzte Graf Philipp Ludwig II. eine zweite Reformation zugunsten des reformierten Bekenntnisses durch. Er machte von seinem Jus reformandi Gebrauch, seinem Recht als Landesherr die Konfession seiner Untertanen zu bestimmen. Von 59 Familien in Ginnheim vollzogen nur 11 diesen Schritt mit, 48 Ginnheimer Familien weigerten sich und blieben lutherisch. Da alle Kirchengebäude – so auch die im Jahr 1336 erstmals urkundlich erwähnte Maria-Magdalena-Kapelle von Ginnheim – und die Pfarrer ausschließlich der reformierten Staatskirche der Grafschaft angehörten, musste die lutherische Mehrheit des Dorfes zunächst in dem zur Reichsstadt Frankfurt gehörenden Dorf Bonames, also ins „Ausland“ zum Gottesdienst gehen und wurde vom dortigen Pfarrer betreut.
Erst nachdem ab 1642 in der Grafschaft Hanau-Münzenberg die ebenfalls lutherischen Grafen von Hanau-Lichtenberg regierten, entspannte sich die Situation für die Lutheraner in der Grafschaft Hanau-Münzenberg und damit auch in Ginnheim. Ab 1678 hatte die evangelisch-lutherische Gemeinde Ginnheims wieder einen eigenen Pfarrer, der auch für die Lutheraner in den Dörfern Eschersheim und Bockenheim zuständig war; jedoch war es erst seit 1722 möglich, Verstorbene lutherischen Bekenntnisses auf dem (reformierten) Friedhof zu bestatten.

## Bau der Kirche

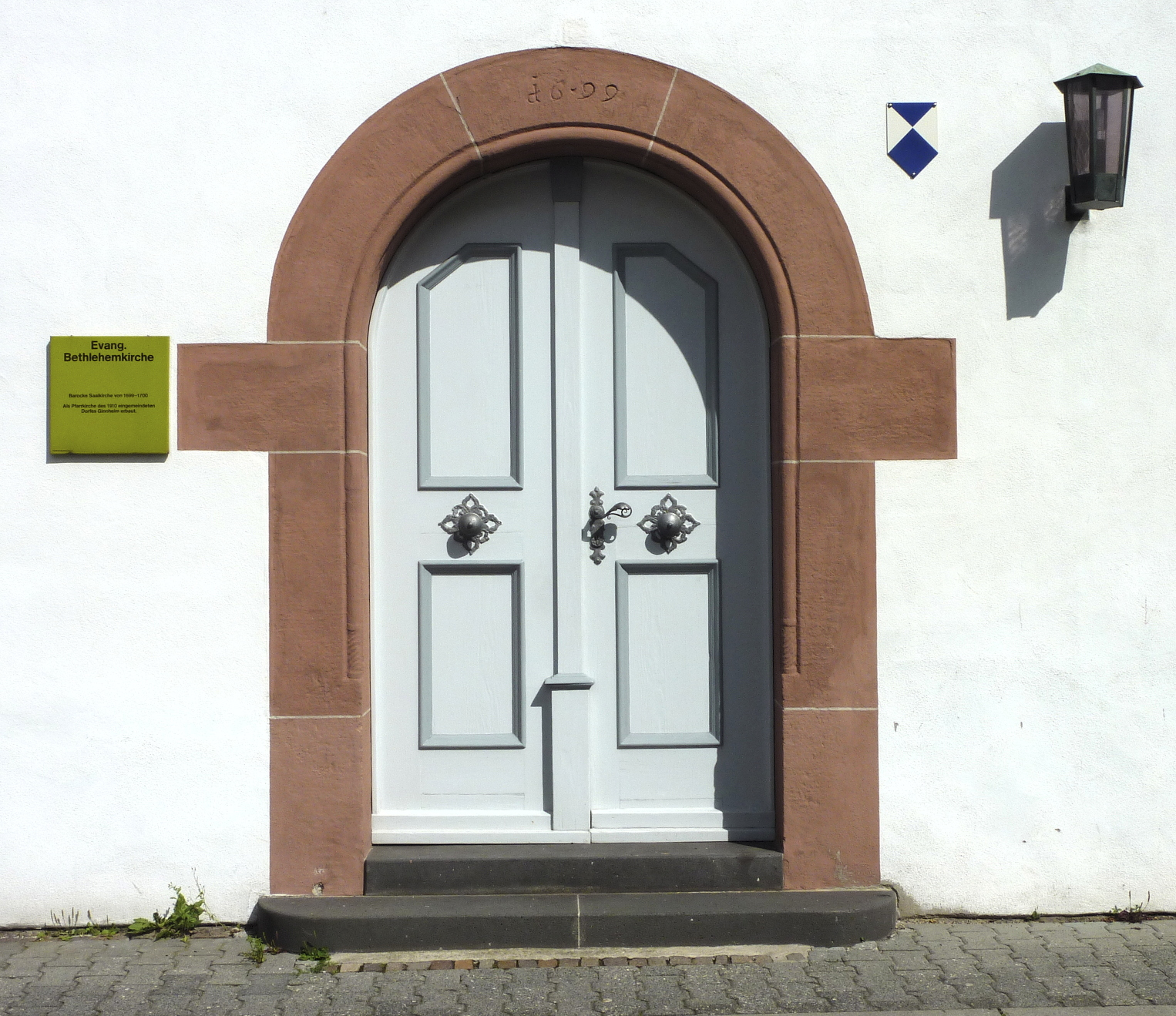
Hauptportal der Kirche

Unter dem Grafen Philipp Reinhard von Hanau-Münzenberg (1680–1712) wurden die lutherischen Gemeinden unterstützt, eigene Kirchengebäude in den Orten der Grafschaft zu errichten, in denen die Gemeindegröße das gestattete. So kam es zum Bau der Reinhardskirchen. In Ginnheim begann die Gemeinde 1699 mit dem Bau der Kirche, die im Jahr 1700 eingeweiht werden konnte. Der Landesherr trug zu den Baukosten der Kirche in Ginnheim in Höhe von 2.194 Gulden allerdings nichts bei.
Die Alte Bethlehemkirche ist eine einschiffige Saalkirche, deren Chor einen Fünfachtelschluss aufweist. Das Kirchenschiff ist in etwa in Ost-West-Richtung ausgerichtet, das Hauptportal liegt im Westen. Das Äußere der Kirche ist schlicht gestaltet. Statt eines Kirchturms befindet sich ein Dachreiter auf dem Satteldach der Kirche, in dem die beiden Glocken hängen. Eine Glocke stammt aus dem Jahr 1815 von den Gebrüdern Barrthels, die zweite, eine Eisenhartgussglocke – Ersatz für eine im Ersten Weltkrieg eingeschmolzene – aus dem Jahr 1922 von Schilling & Lattermann in Apolda. Rundbogenfenster bringen Licht in das Gebäude.
Im Innern hat der Kirchenraum eine an zwei Seiten umlaufende Empore. Diese war früher bei Gottesdiensten den Männern vorbehalten, während die Frauen im Parterre saßen. Der Kirchenraum wird von einer stuckierten Flachdecke mit einem neobarocken Deckenbild von 1902 überspannt. Die romantische Orgel aus dem Jahr 1903 steht im Chorraum über dem Altar. Sie stammt ursprünglich vom Orgelbauer Daniel Raßmann, musste jedoch einen Teil ihrer Metallpfeifen im Ersten Weltkrieg abgeben und wurde 1964 von Wilhelm Ratzmann aus Gelnhausen umgebaut.
Die Kirche ist ein Kulturdenkmal nach dem Hessischen Denkmalschutzgesetz.

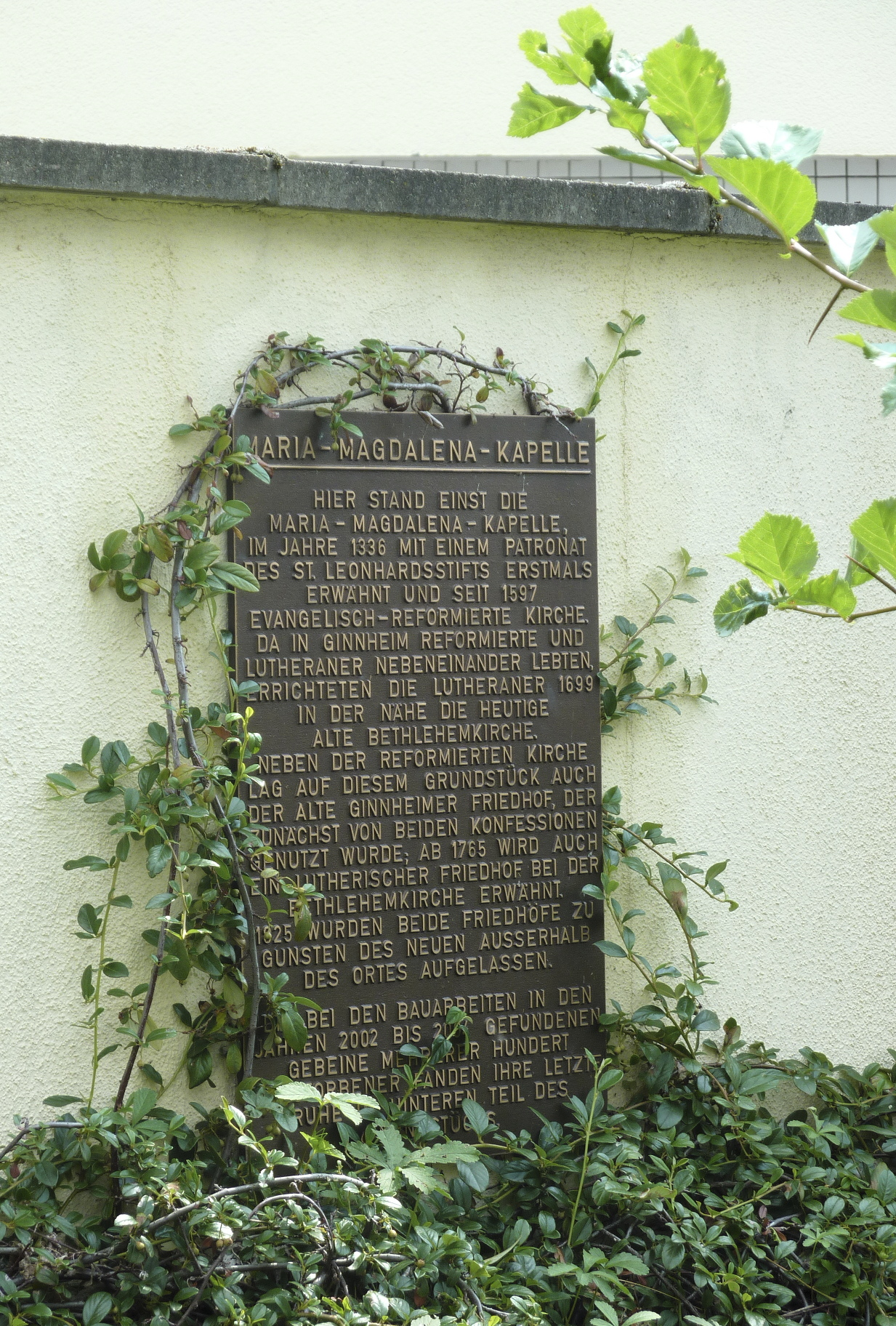
Gedenktafel für die 1830 abgerissene Maria-Magdalena-Kapelle

## Weitere Entwicklung
Das Ende der Bikonfessionalität in der ehemaligen Grafschaft Hanau wurde durch die von den napoleonischen Kriegen ausgelöste wirtschaftliche und finanzielle Krise verursacht. Nach den Kriegen rechtfertigte der weitgehend geschwundene Gegensatz zwischen Reformierten und Lutheranern in einer solch relativ kleinen Einheit wie der Grafschaft Hanau-Münzenberg die kirchliche Doppelstruktur nicht mehr. So kam es im Jahr 1818 zur Hanauer Union der beiden protestantischen Kirchen. Eine praktische Konsequenz der Union war, dass in allen Orten der Grafschaft Hanau, die zwei protestantische Kirchen besaßen, eines der beiden Gebäude aufgegeben werden musste. In Ginnheim traf dieses Schicksal – nach langen Auseinandersetzungen – die spätmittelalterliche, ehemals reformierte Maria-Magdalena-Kapelle. Sie wurde 1830 abgebrochen. An deren ehemaligem Standort in Ginnheim, auf einem Privatgrundstück an der Straßenecke Woogstraße/Ginnheimer Mühlgasse befindet sich heute eine Gedenktafel zur Geschichte des Kirchenbaus.
Nach der Eingemeindung Ginnheims nach Frankfurt 1910 blieb die evangelische Kirche in Ginnheim beim Konsistorialbezirk Kassel, der eine eigene evangelische Landeskirche aus lutherischen, reformierten und unierten Gemeinden bildete. Am 14. Dezember 1928 trat die Evangelische Landeskirche in Hessen-Kassel ihr Dekanat Bockenheim und die Kirchengemeinde Fechenheim, deren Pfarrbezirke inzwischen sämtlich in die Stadt Frankfurt eingemeindet worden waren, an die Evangelische Landeskirche Frankfurt am Main ab.

## Wissenswert

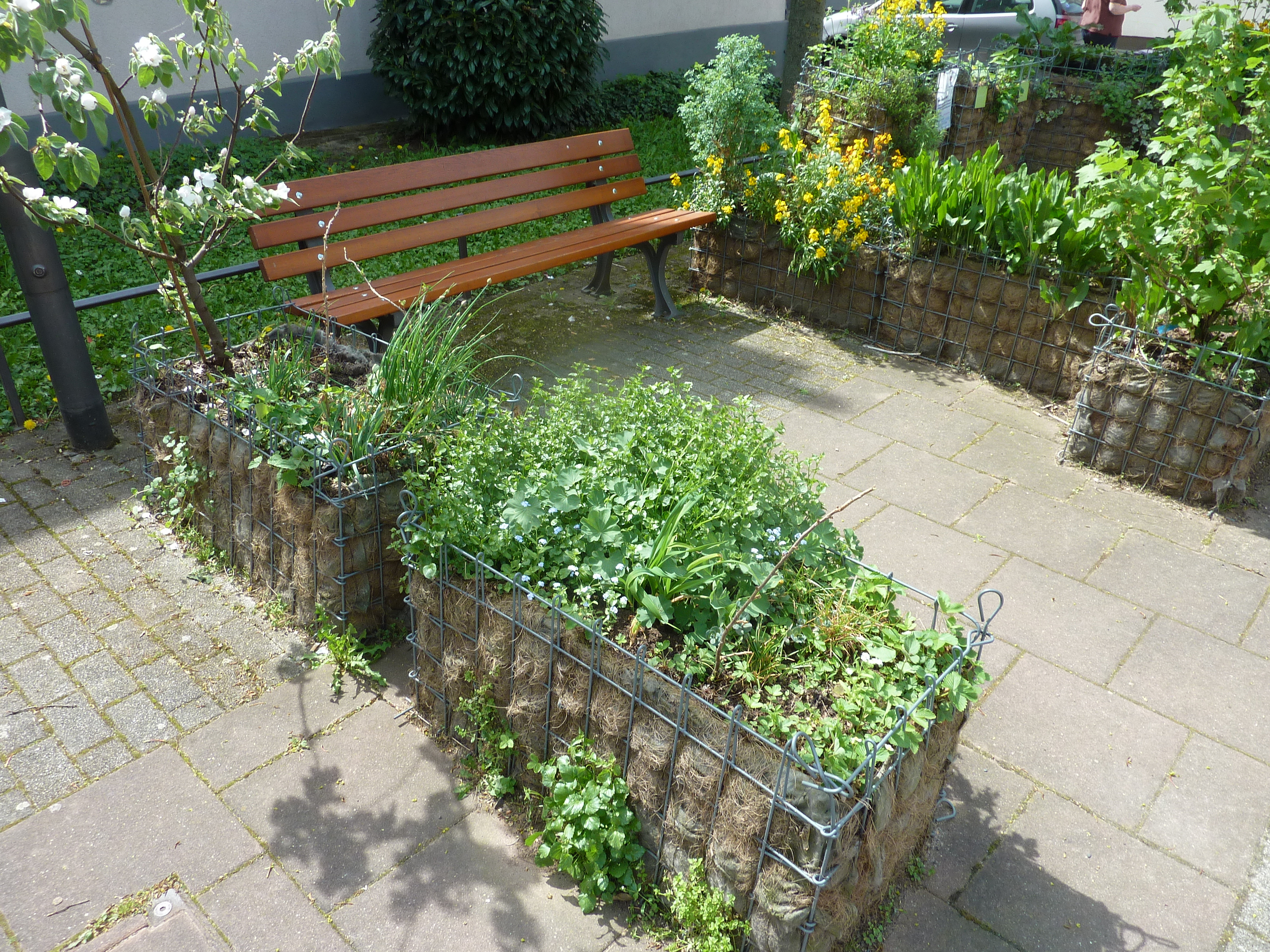
Kirchplatzgärtchen mit Gabionenbeeten

Die Kirche heißt heute Alte Bethlehemkirche, da es außerdem auch eine (Neue) Bethlehemkirche in Frankfurt-Ginnheim gibt. Diese gehört zur gleichen Kirchengemeinde und ist ein Neubau aus den Jahren 1968 bis 1971.
Seit dem Jahr 2017 besteht auf dem Kirchplatz neben der Alten Bethlehemkirche das Ginnheimer Kirchplatzgärtchen, ein vom Historischen Museum Frankfurt unterstütztes Bürger- und Nachbarschaftsprojekt des Urbanen Gartenbaus. Auf dem Platz wurden mittels Gabionen rund 30 Hochbeete angelegt, die von Ginnheimer Bürgern bepflanzt und betreut werden. Verbunden mit dem Projekt, das seit 2012 vorbereitet wurde, ist eine in Abständen auf dem Kirchplatz veranstaltete lokale Samen- und Pflanzen-Tauschbörse.